# بهره‌برداری منبع درجا

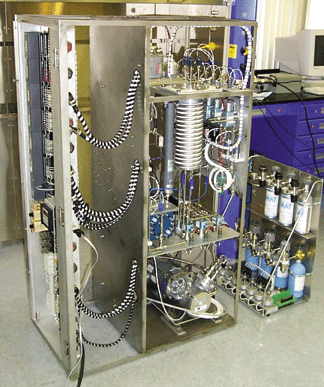
یک وسیلهٔ بهره‌برداری منبع درجا «ISRU» برای آزمایش واکنش جابجایی آب-گاز (NASA KSC)

بهره‌برداری منبع درجا (انگلیسی: In situ resource utilization) یا «(ISRU)» در اکتشافات فضایی، استفاده از منابع درجا روشی است برای جمع‌آوری، پردازش، ذخیره‌سازی و استفاده از موادی که در دیگر اجرام آسمانی؛ (ماه، مریخ، سیارک‌ها و غیره) یافت شده یا تولید شده‌اند و جایگزین موادی می‌شوند که در غیر این صورت لازم است که از زمین آورده می‌شوند.
بهره‌برداری منبع درون‌جا می‌تواند مواد لازم برای پشتیبانی از زندگی، پیشرانه‌ها، مواد ساختمانی و انرژی را برای محموله‌های فضاپیما یا خدمهٔ اکتشاف‌های فضایی فراهم کند. در حال حاضر برای فضاپیماها و مأموریت‌های سطح سیاره رباتیک بسیار معمول است که از تابش خورشیدی موجود به صورت صفحه‌های خورشیدی استفاده می‌کنند. استفاده از ISRU برای تولید مواد هنوز در مأموریت فضایی اجرا نشده‌است؛ هرچند که چندین آزمایش میدانی در اواخر دههٔ ۲۰۰۰ شیوه‌های مختلفی در مورد استفاده از منابع محلی ماه را در محیط مربوط آزمودند.
مدت زیادی است که ایدهٔ «ISRU» به عنوان راهی برای کاهش جرم و هزینهٔ معماری اکتشاف‌های فضایی در نظر گرفته می‌شود، به این معنی که ممکن است شیوه‌ای برای کاهش شدید میزان محموله‌ای باشد که نیاز است از زمین به منظور اکتشاف یک جسم فضایی پرتاب شود. به گفتهٔ ناسا، «بهره‌برداری منبع درجا امکان عملی شدن اکتشاف فرازمینی و عملیات را با به حداقل رساندن مواد حمل شده از زمین، فراهم می‌کند.»